# Сидорова, Валентина Васильевна
Валентина Васильевна Сидорова (до замужества Бурочкина; 4 мая 1954, Москва — 9 июня 2021, там же) — советская фехтовальщица на рапирах, девятикратная чемпионка мира, чемпионка Олимпийских игр (1976). Заслуженный мастер спорта СССР (1976).

## Биография
Начала заниматься фехтованием в возрасте 11 лет у Михаила Топехи. В дальнейшем продолжила тренироваться под руководством Давида Душмана. Выступала за «Спартак» (Москва). Чемпионка Олимпийских игр 1976 и серебряный призёр Олимпиады-1980 в командных соревнованиях. Чемпионка мира 1977 и 1978 в личных соревнованиях, 1974, 1975, 1977, 1978 и 1979 — в командных. Серебряный призёр чемпионата мира 1973 в командном первенстве. Чемпионка СССР 1973, 1976 и 1977. Признавалась лучшей рапиристкой мира в 1977 и 1979 годах (по классификации Международной федерации фехтования).
В 1976 году окончила ГЦОЛИФК по специальности тренер-преподаватель. В 1986 году завершила свою спортивную карьеру. В 1991 году защитила диссертацию на соискание учёной степени кандидата педагогических наук. С 2001 года занималась преподавательской деятельностью в РГУФКСМиТ, была доцентом кафедры теории и методики фехтования и современного пятиборья. В 2019 году включена в Зал славы Международной федерации фехтования.